# Cruising (film)
Cruising is een thriller uit 1980. De film werd geregisseerd door William Friedkin. Hoofdrollen zijn voor Al Pacino, Karen Allen en Paul Sorvino. Cruising is gebaseerd op de gelijknamige roman van Gerard Walker.

## Verhaal
In heel New York duiken er lijken of lichaamsdelen van lijken op. Er is een seriemoordenaar aan het werk, maar de politie heeft geen flauw idee wie het is. Alle slachtoffers hebben wel gelijkenissen. Zo hebben ze steeds zwart haar, donkere ogen en banden met het homomilieu.
Steve Burns krijgt bij de politie van kapitein Edelson de opdracht om undercover te gaan. Als Steve de opdracht tot een goede einde brengt, wordt hij gepromoveerd tot detective. Steve vertelt zijn vriendin Nancy dat hij undercover moet gaan, maar niet dat hij op zoek moet gaan naar de gay killer. Vervolgens gebruikt hij "John Forbes" als schuilnaam en zoekt hij een kamer in de buurt van de nachtclubs waar homo's vertoeven. Alle slachtoffers van de seriemoordenaar doen bovendien ook aan S&M, waardoor Steve vaak dingen ziet die hij liever niet ziet.
Het onderzoek verloopt niet vlot en ondertussen blijven er lijken opduiken. Steve krijgt steeds meer problemen met zijn leven als undercoveragent. Hij raakt beïnvloed door de wereld die hij ziet en lijkt zelf gevoelens te krijgen voor zijn buurman Ted. Op een dag vraagt hij aan Edelson of hij ermee mag stoppen, maar die haalt hem ertoe over door te zetten. Wanneer hij later wat foto's in verband met het onderzoek doorneemt, herkent Steve een man die vaak in de S&M-nachtclubs rondloopt. Hij besluit de man, ene Stuart Richards, te schaduwen. Later breekt hij zelfs in in Stuarts flat, waar hij enkele verdachte brieven vindt. Stuart is een homo, wat zijn vader, die al tien jaar dood is, verschrikkelijk vond. Het lijkt erop dat Stuart homo's vermoordt om zijn vader te plezieren.
Steve lokt een confrontatie met Stuart uit. Hij doet alsof hij aan het cruisen is. Wat later gaan de twee mannen naar een verlaten brug om seks te hebben. Net dan probeert Stuart om Steve te vermoorden. Maar Steve reageert snel en overmeestert Stuart. In het ziekenhuis wordt de gewonde Stuart ondervraagd, maar hij wil de moorden niet toegeven. Toch is de politie ervan overtuigd dat hij de seriemoordenaar is. Wat later vindt Edelson het lijk van Ted terug. Niemand weet wie de dader is.
Ten slotte trekt Steve terug in bij Nancy en lijkt alles opnieuw in orde. Maar wanneer hij zichzelf in de spiegel ziet, lijkt hij opnieuw te twijfelen.

## Rolverdeling
| Acteur          | Personage               |
| --------------- | ----------------------- |
| Al Pacino       | Rechercheur Steve Burns |
| Paul Sorvino    | Hoofdinspecteur Edelson |
| Richard Cox     | Stuart Richards         |
| Karen Allen     | Nancy                   |
| Don Scardino    | Ted Bailey              |
| Joe Spinell     | Veldwachter DiSimone    |
| Jay Acovone     | Skip Lee                |
| Randy Jurgensen | Rechercheur Lefransky   |
| Barton Heyman   | Dr. Rifkin              |
| Gene Davis      | DaVinci                 |
| Arnaldo Santana | Loren Lukas             |
| Larry Atlas     | Eric Rossman            |
| Sonny Grosso    | Rechercheur Blasio      |
| Ed O'Neill      | Rechercheur Schreiber   |
| Michael Aronin  | Rechercheur Davis       |
| James Remar     | Gregory                 |
| William Russ    | Paul Gaines             |
| Mike Starr      | Veldwachter Desher      |
| Powers Boothe   | Hankie verkoper         |

## Nominaties
| Wedstrijd                    | Categorie                    | Ontvanger(s)     | Resultaat   | Ref.  |
| ---------------------------- | ---------------------------- | ---------------- | ----------- | ----- |
| Golden Raspberry Awards 1980 | Worst Picture                | Jerry Weintraub  | Genomineerd | [ 1 ] |
| Golden Raspberry Awards 1980 | Worst Director               | William Friedkin | Genomineerd | [ 1 ] |
| Golden Raspberry Awards 1980 | Worst Screenplay             | William Friedkin | Genomineerd | [ 1 ] |
| Stinkers Bad Movie Awards    | Most Intrusive Musical Score | Jack Nitzsche    | Genomineerd |       |
| 12e Satellite Awards         | Best Classic DVD             |                  | Genomineerd |       |

## Trivia
- De film is gebaseerd op moorden die echt plaatsvonden tussen 1962 en 1979 in New York.
- William Friedkin had in een scène van de film The Exorcist (1973) een radioloog nodig. De assistent van de radioloog die Friedkin gebruikte, werd later gearresteerd wegens de moord op Addison Verrill, een columnist en homoseksueel. Friedkin bezocht de assistent-radioloog in de gevangenis tijdens een onderzoek naar 'cruisen'.[bron?] De assistent-radioloog gaf toen aan Friedkin toe dat hij ook de gay killer was en dus verantwoordelijk voor de moorden van 1962-1979. Of hij de waarheid sprak, is nooit bewezen.
- Karen Allen kreeg geen volledig scenario, omdat ze net als haar personage niet op de hoogte mocht zijn van hetgeen er gebeurde in de film.
- Brian De Palma wilde Cruising graag verfilmen, maar kreeg de rechten van het boek niet te pakken. Vervolgens besloot hij om Dressed to Kill (1980) te filmen.
- De film kreeg tijdens de opnames voortdurend te maken met protestacties van homobewegingen.
- De eerste reacties na de film waren negatief. Pas jaren later doken er steeds meer en meer filmcritici op die de film prezen.
- Regisseur William Friedkin zei in een interview dat hij in Cruising het S&M-homomilieu weergaf zoals het in die tijd echt was. In geen enkele scène zegt hij of dit milieu goed of slecht is.
- De seriemoordenaar wordt in de film voortdurend door andere acteurs gespeeld zodat de kijker niet weet wie het is. De meeste van die acteurs spelen later in de film een slachtoffer van de moordenaar. Bovendien is de stem van de moordenaar nagesynchroniseerd.
- Het einde van de film en heel wat andere zaken werden door de filmmakers bewust open gelaten.
- De eerste moordscène bevat subliminale beelden uit een pornofilm. Een techniek die Friedkin wel vaker gebruikt.